# Ligue lorraine de football
 (août 2024).
Si vous disposez d'ouvrages ou d'articles de référence ou si vous connaissez des sites web de qualité traitant du thème abordé ici, merci de compléter l'article en donnant les références utiles à sa vérifiabilité et en les liant à la section « Notes et références ».
La Ligue lorraine de football est un organe fédéral dépendant de la Fédération française de football créé en 1920 et chargé d'organiser les compétitions de football au niveau de la Lorraine.

## Histoire
L'initiateur de la ligue lorraine de football est Lucien Poinsignon.

## Palmarès

### Palmarès national des clubs de la Ligue
| FC Metz Coupe de France (2) : 1984 et 1988 Coupe de la Ligue (2) : 1986 et 1996 | AS Nancy-Lorraine Coupe de France (1) : 1978 Coupe de la Ligue (1) : 2006 | EF Nancy-Lorraine Coupe de France (1) : 1944 |

Domination en Lorraine de 1924 à 2016
- De 1924 à 1932 : Club le mieux classé en Division d'Honneur de Lorraine.
- De 1932 à 1939 : Club le mieux classé en division nationale.
- De 1939 à 1945 : Information non connue.
- De 1945 à 2016: Club le mieux classé en division nationale.

### Palmarès régional
| Saison    | Division d'Honneur                                       | Promotion/Division d'Honneur Régionale                       | Challenge de Wendel/Coupe de Lorraine | Division d'Honneur Féminine |
| --------- | -------------------------------------------------------- | ------------------------------------------------------------ | ------------------------------------- | --------------------------- |
| 1920-1921 | CA Messin (2)                                            | CSO Amnéville                                                | AS Messine                            | -                           |
| 1921-1922 | CA Messin (3)                                            | US Lunéville                                                 | US Lunéville                          | -                           |
| 1922-1923 | La Sportive Thionvilloise                                | CSO Amnéville                                                | US Forbach                            | -                           |
| 1923-1924 | CA Messin (4)                                            | UL Moyeuvre                                                  | US Lunéville                          | -                           |
| 1924-1925 | La Sportive Thionvilloise (2)                            | La Renaissance Petite-Rosselle                               | La Sportive Thionvilloise             | -                           |
| 1925-1926 | CA Messin (5)                                            | CS Stiring-Wendel                                            | CA Messin                             | -                           |
| 1926-1927 | CA Messin (6)                                            | La Sportive Thionvilloise                                    | La Renaissance Petite-Rosselle        | -                           |
| 1927-1928 | La Sportive Thionvilloise (3)                            | AS Messine                                                   | La Renaissance Petite-Rosselle        | -                           |
| 1928-1929 | CA Messin (7)                                            | AS Hayange                                                   | La Sportive Thionvilloise             | -                           |
| 1929-1930 | Association sportive messine                             | Stade Universitaire Lorrain Nancy                            | CSO Amnéville                         | -                           |
| 1930-1931 | CA Messin (8)                                            | UL Moyeuvre                                                  | UL Moyeuvre                           | -                           |
| 1931-1932 | Association sportive messine (2)                         | La Sportive Thionvilloise                                    | CS Stiring-Wendel                     | -                           |
| 1932-1933 | ES Hayange                                               | JS Audun-le-Tiche                                            | CS Longwy                             | -                           |
| 1933-1934 | US Forbach                                               | AS Sarreguemines                                             | CSO Amnéville                         | -                           |
| 1934-1935 | UL Moyeuvre                                              | Union Hagondange                                             | RC Bouligny                           | -                           |
| 1935-1936 | UL Moyeuvre (2)                                          | CS Blénod                                                    | UL Moyeuvre                           | -                           |
| 1936-1937 | Union Hagondange                                         | CS Stiring-Wendel                                            | UL Moyeuvre                           | -                           |
| 1937-1938 | UL Moyeuvre (3)                                          | La Sportive Thionvilloise                                    | UL Moyeuvre                           | -                           |
| 1938-1939 | SO Merlebach                                             | CSO Amnéville                                                | ES Hayange                            | -                           |
| 1944-1945 | -                                                        | -                                                            | ES Piennes                            | -                           |
| 1945-1946 | -                                                        | -                                                            | CSO Amnéville                         | -                           |
| 1946-1947 | SO Merlebach (2)                                         | -                                                            | SA Spinalien                          | -                           |
| 1947-1948 | SO Merlebach (3)                                         | -                                                            | ES Piennes                            | -                           |
| 1948-1949 | La Renaissance Petite-Rosselle                           | US Forbach                                                   | CS Stiring-Wendel                     | -                           |
| 1949-1950 | ES Piennes                                               | -                                                            | ES Piennes                            | -                           |
| 1950-1951 | FC Nancy                                                 | -                                                            | CS Providence Rehon                   | -                           |
| 1951-1952 | FC Metz R2                                               | -                                                            | US Tournebride Hayange                | -                           |
| 1952-1953 | CS Stiring-Wendel                                        | -                                                            | SO Merlebach                          | -                           |
| 1953-1954 | AS Giraumont                                             | -                                                            | FC Metz                               | -                           |
| 1954-1955 | US Forbach (2)                                           | -                                                            | AS Jeanne-d'Arc-Sainte-Fontaine       | -                           |
| 1955-1956 | CS Providence Rehon                                      | -                                                            | SO Merlebach                          | -                           |
| 1956-1957 | AS Jeanne-d'Arc-Sainte-Fontaine                          | US Forbach                                                   | AS Giraumont                          | -                           |
| 1957-1958 | SAS Épinal                                               | -                                                            | FC Nancy                              | -                           |
| 1958-1959 | FC Nancy (2)                                             | -                                                            | FC Nancy                              | -                           |
| 1959-1960 | CS Stiring-Wendel (2)                                    | -                                                            | CS Stiring-Wendel                     | -                           |
| 1960-1961 | La Sportive Thionvilloise (4)                            | -                                                            | AS Giraumont                          | -                           |
| 1961-1962 | JS Audunoise                                             | -                                                            | US Jarny                              | -                           |
| 1962-1963 | UL Moyeuvre (4)                                          | -                                                            | Non disputée                          | -                           |
| 1963-1964 | AS Giraumont (2)                                         | -                                                            | La Sportive Thionvilloise             | -                           |
| 1964-1965 | FC Metz R2                                               | -                                                            | AS Giraumont                          | -                           |
| 1965-1966 | SO Merlebach (4)                                         | AS Talange                                                   | SA Spinalien                          | -                           |
| 1966-1967 | USB Longwy                                               | -                                                            | US Forbach                            | -                           |
| 1967-1968 | FC Metz R2                                               | -                                                            | FC Metz                               | -                           |
| 1968-1969 | SR Saint-Dié                                             | -                                                            | SR Saint-Dié                          | -                           |
| 1969-1970 | CS Vittellois                                            | -                                                            | Non disputée                          | -                           |
| 1970-1971 | SAS Épinal (2)                                           | -                                                            | SR Saint-Dié                          | -                           |
| 1971-1972 | RS Saint-Avold                                           | -                                                            | FC Metz                               | -                           |
| 1972-1973 | CS Blénod                                                | -                                                            | CS Blénod                             | -                           |
| 1973-1974 | AS Talange                                               | -                                                            | AS Talange                            | -                           |
| 1974-1975 | CSO Amnéville                                            | US Forbach                                                   | JS Audun-le-Tiche                     | -                           |
| 1975-1976 | CS Stiring-Wendel (3)                                    | -                                                            | US Rehon                              | -                           |
| 1976-1977 | La Sportive Thionvilloise (5)                            | -                                                            | JS Audun-le-Tiche                     | -                           |
| 1977-1978 | US Forbach (3)                                           | -                                                            | SR Saint-Dié                          | -                           |
| 1978-1979 | AS Algrange                                              | -                                                            | AS Algrange                           | -                           |
| 1979-1980 | CSO Amnéville (2)                                        | CS Blénod                                                    | CSO Amnéville                         | -                           |
| 1980-1981 | Avenir Neufchâteau                                       | CS Blénod                                                    | JS Audun-le-Tiche                     | -                           |
| 1981-1982 | AS Sarreguemines                                         | -                                                            | FC Yutz                               | Bar-le-Duc AC               |
| 1982-1983 | ASPTT Metz                                               | CS Blénod                                                    | Thionville FC                         | -                           |
| 1983-1984 | ES Florange                                              | -                                                            | SO Merlebach                          | -                           |
| 1984-1985 | CSO Villerupt                                            | -                                                            | SA Spinalien                          | -                           |
| 1985-1986 | RS Saint-Avold (2)                                       | -                                                            | AS Sarreguemines                      | -                           |
| 1986-1987 | SC Bataville                                             | -                                                            | ESC Basse-Yutz                        | -                           |
| 1987-1988 | ES Yutz                                                  | -                                                            | FC Metz                               | -                           |
| 1988-1989 | SAS Épinal R                                             | -                                                            | ESC Basse-Yutz                        | -                           |
| 1989-1990 | US Vandœuvre                                             | -                                                            | Bar-le-Duc AC                         | -                           |
| 1990-1991 | FC Toul                                                  | AS Talange                                                   | AS Nancy-Lorraine                     | -                           |
| 1991-1992 | Bar-le-Duc AC                                            | -                                                            | FC Yutz                               | -                           |
| 1992-1993 | SAS Épinal R2                                            | -                                                            | Thionville FC                         | -                           |
| 1993-1994 | FC Sarrebourg                                            | -                                                            | Bar-le-Duc AC                         | -                           |
| 1994-1995 | ES Florange-Ebange (2)                                   | -                                                            | US Forbach                            | -                           |
| 1995-1996 | SS L'Hôpital                                             | ASF93                                                        | US Raon l'Etape                       | -                           |
| 1996-1997 | FC Metz R2                                               | -                                                            | CS Blénod                             | -                           |
| 1997-1998 | FC Metz R2                                               | -                                                            | SS L'Hôpital                          | -                           |
| 1998-1999 | SR Creutzwald                                            | -                                                            | SO Merlebach                          | -                           |
| 1999-2000 | FC Toul (2)                                              | CSO Amnéville                                                | AS Ludres                             | -                           |
| 2000-2001 | FC Metz R2                                               | -                                                            | RS Magny                              | -                           |
| 2001-2002 | ES Thaon                                                 | -                                                            | FC Sarrebourg                         | -                           |
| 2002-2003 | SAS Epinal (3)                                           | -                                                            | Jarville JF                           | -                           |
| 2003-2004 | Jarville JF                                              | ASF93 / FC Eloyes / GS Neuves-Maisons                        | SR Saint-Dié                          | FC Metz-Algrange            |
| 2004-2005 | CS Blénod (2)                                            | -                                                            | Jarville JF                           | -                           |
| 2005-2006 | SR Saint-Dié (2)                                         | -                                                            | ES Fameck                             | -                           |
| 2006-2007 | FC Toul (3)                                              | AS Montbronn (groupe A) / Golbey (groupe B)                  | Jarville JF                           | -                           |
| 2007-2008 | AS Algrange (2)                                          | SG Marienau (groupe A) / UST Lunéville (groupe B)            | Thionville FC                         | -                           |
| 2008-2009 | Thionville FC (6)                                        | ES Fameck (groupe A) / Metz APM (groupe B)                   | Jarville JF                           | -                           |
| 2009-2010 | US Forbach (4)                                           | FC Yutz (groupe A) / Saint-Max-Essey FC (groupe B)           | AS Algrange                           | AS Algrange                 |
| 2010-2011 | ES Thaon (2)                                             | AS Montbronn (groupe A) / US Raon l'Etape R (groupe B)       | Nancy Haut-du-Lièvre                  | ASSF Épinal                 |
| 2011-2012 | FC Lunéville                                             | EN Saint-Avold (groupe A) / ES Metz (groupe B)               | RS Magny                              | ASSF Épinal                 |
| 2012-2013 | Sarreguemines FC (2)                                     | CS Veymerange (groupe A) / SA Verdun Belleville (groupe B)   | FC Lunéville                          | ASNL Féminines              |
| 2013-2014 | US Forbach (5)                                           | FC Trémery (groupe A) / Bar-le-Duc FC (groupe B)             | Metz APM                              | Woippy FC                   |
| 2014-2015 | AS Pagny-sur-Moselle                                     | CSO Amnéville R (groupe A) / CS Blénod (groupe B)            | FC Lunéville                          | ASSF Épinal                 |
| 2015-2016 | FC Lunéville (2)                                         | Thionville FC (groupe A) / RC Champigneulles (groupe B)      | AS Pagny-sur-Moselle                  | Metz ESAP                   |
| 2016-2017 | CSO Amnéville (4)                                        | Amanvillers RS (groupe A) / FC Sarrebourg (groupe B)         | ES Thaon                              | ASNL Féminines              |
| 2017-2018 | ES Thaon (3)                                             | -                                                            | RC Champigneulles                     | -                           |
| 2018-2019 | FC Metz rés.                                             | -                                                            | -                                     | -                           |
| 2019-2020 | AS Nancy-Lorraine rés.                                   | US Nousseviller (groupe C) / SAS Épinal rés. (groupe D)      | -                                     | -                           |
| 2020-2021 | -                                                        | -                                                            | -                                     | -                           |
| 2021-2022 | RC Champigneulles (groupe B) / Jarville JF (2)(groupe C) | US Thionville Lusitanos (groupe C) / ES Gandrange (groupe D) | -                                     | -                           |
| 2022-2023 | US Thionville Lusitanos (7)                              | Lunéville FC (groupe C) / SSEP Hombourg-Haut (groupe D)      | -                                     | -                           |
| 2023-2024 | Sarreguemines FC (3)                                     | USAG Uckange (groupe C) / FC Hagondange (groupe D)           | -                                     | CS Blénod                   |